# John Cocke
John Cocke (30. května 1925, Charlotte, Severní Karolína, USA – 16. července 2002, Valhalla, New York, USA) byl americký informatik. Je známý zejména díky práci v oblasti architektury počítačů a optimalizace kompilátorů. Je považován za původce RISC architektury procesorů (s redukovanou instrukční sadou). Je také jedním ze spoluobjevitelů Cockeovo–Youngerovo–Kasamiho algoritmu (běžně známého jako CYK algoritmus) pro určování příslušnosti znakového řetězce do jazyka generovaného danou bezkontextová gramatikou. V roce 1987 dostal Turingovu cenu.